# Scorpiops
Genre
Synonymes
- Pareuscorpius Vachon, 1961
- Dasyscorpiops Vachon, 1974
- Alloscorpiops Vachon, 1980
- Euscorpiops Vachon, 1980
- Neoscorpiops Vachon, 1980
- Laoscorpiops Lourenço, 2013
- Vietscorpiops Lourenço & Pham, 2015
- Plethoscorpiops Lourenço, 2017

Scorpiops est un genre de scorpions de la famille des Scorpiopidae.

## Distribution
Les espèces de ce genre se rencontrent en Asie du Sud-Est, en Asie du Sud et dans le Sud de l'Asie de l'Est,.

## Liste des espèces
Selon The Scorpion Files (13/08/2025) :
- Scorpiops affinis Kraepelin, 1898
- Scorpiops afghanus Lourenço & Qi, 2006
- Scorpiops alexandreanneorum (Lourenço, 2013)
- Scorpiops anthracinus (Simon, 1887)
- Scorpiops artemisae (Kovařík, Košulic, Šťáhlavský, Dongkhamfu & Wongprom 2015)
- Scorpiops asthenurus (Pocock, 1900)
- Scorpiops atomatus Qi, Zhu & Lourenço, 2005
- Scorpiops bahunetra Deshpande, Joshi, Ukale, Bastawade, Tang, Gowande, Monod & Sulakhe, 2025
- Scorpiops bastawadei Kovařík, Lowe, Stockmann & Šťáhlavský, 2020
- Scorpiops beccaloniae (Kovařík, 2005)
- Scorpiops bhutanensis (Tikader & Bastawade, 1983)
- Scorpiops binghamii (Pocock, 1893)
- Scorpiops birulai Kovařík, Lowe, Stockmann & Šťáhlavský, 2020
- Scorpiops braunwalderi Kovařík, 2000
- Scorpiops calmonti (Lourenço, 2013)
- Scorpiops cavernicola (Lourenço & Pham, 2013)
- Scorpiops chiangmai (Lourenço, 2019)
- Scorpiops ciki Kovařík, Lowe, Stockmann & Šťáhlavský, 2020
- Scorpiops citadelle (Kovařík, 2013)
- Scorpiops dakrong (Lourenço & Pham, 2014)
- Scorpiops dastychi Kovařík, 2000
- Scorpiops deccanensis (Tikader & Bastawade, 1978)
- Scorpiops demisi Kovařík, 2005
- Scorpiops deshpandei Tang, Ouyang, Liu & Šťáhlavský, 2024
- Scorpiops dii Kovařík, Lowe, Stockmann & Šťáhlavský, 2020
- Scorpiops doiphukha Ythier, Košulič, Nawanetiwong & Lourenço, 2025
- Scorpiops dunlopi Kovařík, Lowe, Stockmann & Šťáhlavský, 2020
- Scorpiops farkaci Kovařík, 1993
- Scorpiops feti Kovařík, 2000
- Scorpiops furai Kovařík, 2020
- Scorpiops grandjeani (Vachon, 1974)
- Scorpiops grosseri Kovařík, 2020
- Scorpiops hardwickii (Gervais, 1843)
- Scorpiops harmsi Kovařík, 2020
- Scorpiops hofereki Kovařík, 2020
- Scorpiops ingens Yin, Zhang, Pan, Li & Di, 2015
- Scorpiops irenae Kovařík, 1994
- Scorpiops jendeki Kovařík, 1994
- Scorpiops kaftani (Kovařík, 1993)
- Scorpiops kamengensis (Bastawade, 2006)
- Scorpiops kautti Kovařík, Lowe, Stockmann & Šťáhlavský, 2020
- Scorpiops kejvali Kovařík, 2020
- Scorpiops kovariki Tang, Ouyang, Liu & Šťáhlavský, 2024
- Scorpiops krabiensis Kovařík, Lowe, Stockmann & Šťáhlavský, 2020
- Scorpiops krachan Nawanetiwong, Košulič, Warrit, Lourenço & Ythier, 2024
- Scorpiops kubani (Kovařík, 2004)
- Scorpiops langxian Qi, Zhu & Lourenço, 2005
- Scorpiops leptochirus Pocock, 1893
- Scorpiops lhasa Di & Zhu, 2009
- Scorpiops lii (Di & Qiao, 2020)
- Scorpiops lindbergi (Vachon, 1980)
- Scorpiops lioneli Sulakhe, Deshpande, Dandekar, Padhye & Bastawade, 2021
- Scorpiops longimanus (Pocock, 1893)
- Scorpiops lourencoi Lv & Di, 2022
- Scorpiops lowei Tang, 2022
- Scorpiops luridus Qi, Zhu & Lourenço, 2005
- Scorpiops maharashtraensis (Mirza, Sanap & Upadhye, 2014)
- Scorpiops margerisonae Kovařík, 2000
- Scorpiops matthewi Tang, Ouyang, Liu & Šťáhlavský, 2024
- Scorpiops montanus (Karsch, 1879)
- Scorpiops nagphani Sulakhe, Deshpande, Dandekar, Padhye & Bastawade, 2021
- Scorpiops neera Sulakhe, Deshpande, Dandekar, Padhye & Bastawade, 2021
- Scorpiops neradi (Kovařík, Plíšková & Šťáhlavský, 2013)
- Scorpiops novaki (Kovařík, 2005)
- Scorpiops orioni (Kovařík, Košulic, Šťáhlavský, Dongkhamfu & Wongprom 2015)
- Scorpiops problematicus (Kovařík, 2000)
- Scorpiops oligotrichus Fage, 1933
- Scorpiops pachmarhicus Bastawade, 1992
- Scorpiops pakistanus Kovařík & Ahmed, 2009
- Scorpiops pakseensis Kovařík, Lowe, Stockmann & Šťáhlavský, 2020
- Scorpiops petersii Pocock, 1893
- Scorpiops phaltanensis (Sulakhe, Sayyed, Deshpande, Dandekar, Padhye & Bastawade, 2020)
- Scorpiops phatoensis Kovařík, Lowe, Stockmann & Šťáhlavský, 2020
- Scorpiops piceus Lourenço & Ythier, 2022
- Scorpiops prasiti Kovařík, Lowe, Stockmann & Šťáhlavský, 2020
- Scorpiops profusus (Lourenço, 2017)
- Scorpiops pseudomontanus Kovařík & Ahmed, 2009
- Scorpiops puerensis (Di, Wu, Cao, Xiao & Li, 2010)
- Scorpiops reini Tang, 2024
- Scorpiops rohtangensis Mani, 1959
- Scorpiops rufus Lv & Di, 2023
- Scorpiops satarensis (Pocock, 1900)
- Scorpiops scheibeae Kovařík, Lowe, Stockmann & Šťáhlavský, 2020
- Scorpiops schumacheri Kovařík, Lowe, Stockmann & Šťáhlavský, 2020
- Scorpiops sejnai (Kovařík, 2000)
- Scorpiops sherwoodae Kovařík, Lowe, Stockmann & Šťáhlavský, 2020
- Scorpiops shidian Qi, Zhu & Lourenço, 2005
- Scorpiops solegladi Kovařík, Lowe, Stockmann & Šťáhlavský, 2020
- Scorpiops solidus Karsch, 1879
- Scorpiops songi Di & Qiao, 2020
- Scorpiops spitiensis Zambre, Sanap & Mirza, 2014
- Scorpiops tangae Kovařík, Šťáhlavský & Stockmann, 2024
- Scorpiops taxkorgan Lourenço, 2018
- Scorpiops telbaila Sulakhe, Deshpande, Dandekar, Ketkar, Padhye & Bastawade, 2020
- Scorpiops tenuicauda (Pocock, 1894)
- Scorpiops thailandus Kovařík, Lowe, Stockmann & Šťáhlavský, 2020
- Scorpiops thaomischorum (Kovařík, 2012)
- Scorpiops tibetanus Hirst, 1911
- Scorpiops tongtongi Tang, 2022
- Scorpiops troglodytes (Lourenço & Pham, 2015)
- Scorpiops tryznai Kovařík, 2020
- Scorpiops vachoni (Qi, Zhu & Lourenço, 2005)
- Scorpiops validus (Di, Cao, Wu & Li, 2010)
- Scorpiops viktoriae (Lourenço & Košulic, 2018)
- Scorpiops vrushchik Sulakhe, Deshpande, Dandekar, Padhye & Bastawade, 2021
- Scorpiops vonwicki Birula, 1913
- Scorpiops wongpromi (Kovařík, Soleglad & Košulic, 2013)
- Scorpiops wrzecionkoi Kovařík, 2020
- Scorpiops xui (Sun & Zhu, 2010)
- Scorpiops yagmuri Kovařík, 2020
- Scorpiops yangi (Zhu, Zhang & Lourenço, 2007)
- Scorpiops zhangshuyuani (Ythier, 2019)
- Scorpiops zhui Lv, Lourenço & Di, 2023
- Scorpiops zubairahmedi Kovařík, 2009
- Scorpiops zubairi Kovařík, 2020

## Systématique et taxinomie
Ce genre a été décrit par Peters en 1861.
Alloscorpiops, Dasyscorpiops, Euscorpiops, Laoscorpiops, Neoscorpiops, Plethoscorpiops et Vietscorpiops ont été placés en synonymie par Kovařík, Lowe, Stockmann et Šťáhlavský en 2020.

## Publication originale
- Peters, 1861 : « Ueber eine neue Eintheilung der Skorpione und ueber die von ihm in Mossambique gesammelten Arten von Skorpionen, aus welchem hier ein Auszug mitgetheilt wird. » Monatsberichte der Königlichen Preussischen Akademie der Wissenschaften zu Berlin, vol. 1861, no 1, p. 507–516 (texte intégral) (de).